# Josef Ezr
Pour les articles homonymes, voir Ezr.
Josef Ezr, né le 3 octobre 1923, à Prague, en Tchécoslovaquie et décédé le 2 novembre 2013, est un ancien joueur et entraîneur tchécoslovaque de basket-ball.

## Palmarès
- Champion d'Europe 1946
- Finaliste du championnat d'Europe 1947